# Guiyang
Guiyang [gwi'jɑŋ'] is een stadsprefectuur in het zuiden van de Volksrepubliek China en de hoofdstad van de provincie Guizhou. De stad telt 5.3 miljoen inwoners. Guiyang ligt in het centrale deel van de zuidelijke provincie Guizhou ten oosten van het Yungui-plateau op de noordelijke oever van de rivier de Nanming (zijrivier van de Wujiang).

## Geschiedenis
De stad werd gesticht als militair steunpunt in 1283 tijdens de Yuan-dynastie als Shunyuan ("trouw aan de Yuan"; de Yuan waren Mongoolse overheersers). Tijdens de Ming-dynastie werd de naam veranderd naar Xinggui en kreeg de plaats een stadsmuur, waarvan nog een deel overgebleven is. In 1913 bij het begin van de Republiek China, kreeg de plaats haar huidige naam. In 1941 kreeg Guiyang de status van stad.
Momenteel vormt de stad het centrale economische centrum van de provincie Guizhou. De stad wordt bediend door de in verkeer sterk groeiende internationale luchthaven Guiyang Longdongbao, bereikbaar via het sterk groeiend metronetwerk van de metro van Guiyang.

## Indeling
De stad Guiyang bestaat uit 6 stadsdistricten, drie districten en een zelfstandige stad:
- Stadsdistrict Nanming (南明区), 89 km², ca. 490.000 inwoners (2003), "Binnenstad", Sitz der Stadtregierung;
- Stadsdistrict Yunyan (云岩区), 68 km², ca. 560.000 inwoners (2003), "Binnenstad";
- Stadsdistrict Xiaohe (小河区), 38 km², ca. 110.000 inwoners (2003), "Binnenstad";
- Stadsdistrict Huaxi (花溪区), 986 km², ca. 320.000 inwoners (2003);
- Stadsdistrict Wudang (乌当区), 962 km², ca. 290.000 inwoners (2003);
- Stadsdistrict Baiyun (白云区), 260 km², ca. 170.000 inwoners (2003);
- District Kaiyang (开阳县), 2026 km², ca. 420.000 inwoners (2003);
- District Xiuwen (修文县), 1076 km², ca. 290.000 inwoners (2003);
- District Xifeng (息烽县), 1037 km², ca. 250.000 inwoners (2003);
- Stad Qingzhen (清镇市), 1492 km², ca. 500.000 inwoners.

## Etnische samenstelling van de bevolking van Guiyang (2000)
Bij de volkstelling van 2000 had Guiyang 3.718.449 inwoners:
| Bevolkingsgroep                 | Absoluut  | Procentueel |
| ------------------------------- | --------- | ----------- |
| Han                             | 3.144.530 | 84,57%      |
| Miao                            | 226.072   | 6,08%       |
| Bouyei                          | 183.069   | 4,92%       |
| Tujia                           | 30.127    | 0,81%       |
| Etnische afkomst niet opgegeven | 29.439    | 0,79%       |
| Yi                              | 29.282    | 0,79%       |
| Dong                            | 20.892    | 0,56%       |
| Gelao                           | 15.455    | 0,42%       |
| Bai                             | 9.359     | 0,25%       |
| Hui                             | 8.327     | 0,22%       |
| Mantsjoes                       | 5.626     | 0,15%       |
| Zhuang                          | 4.399     | 0,12%       |
| Sui                             | 3.204     | 0,09%       |
| Mongolen                        | 3.080     | 0,08%       |
| Li                              | 2.044     | 0,05%       |
| Yao                             | 610       | 0,02%       |
| Mulam                           | 409       | 0,01%       |
| Overig                          | 2.525     | 0,07%       |

## Galerij

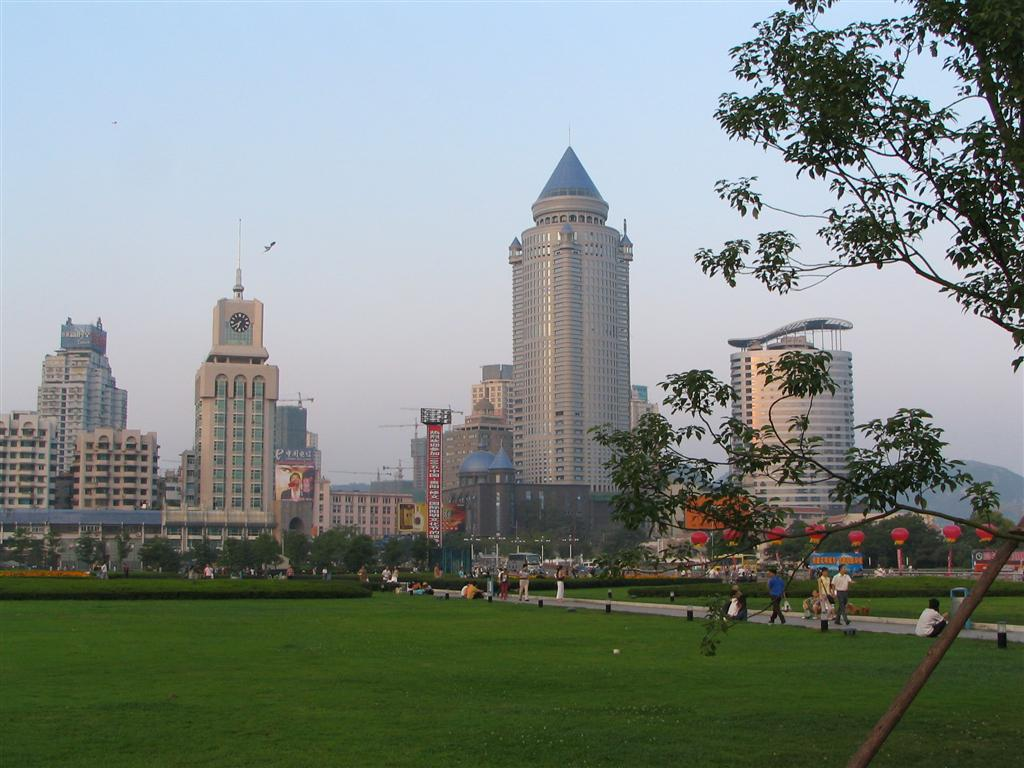
Gebouwen in de stad
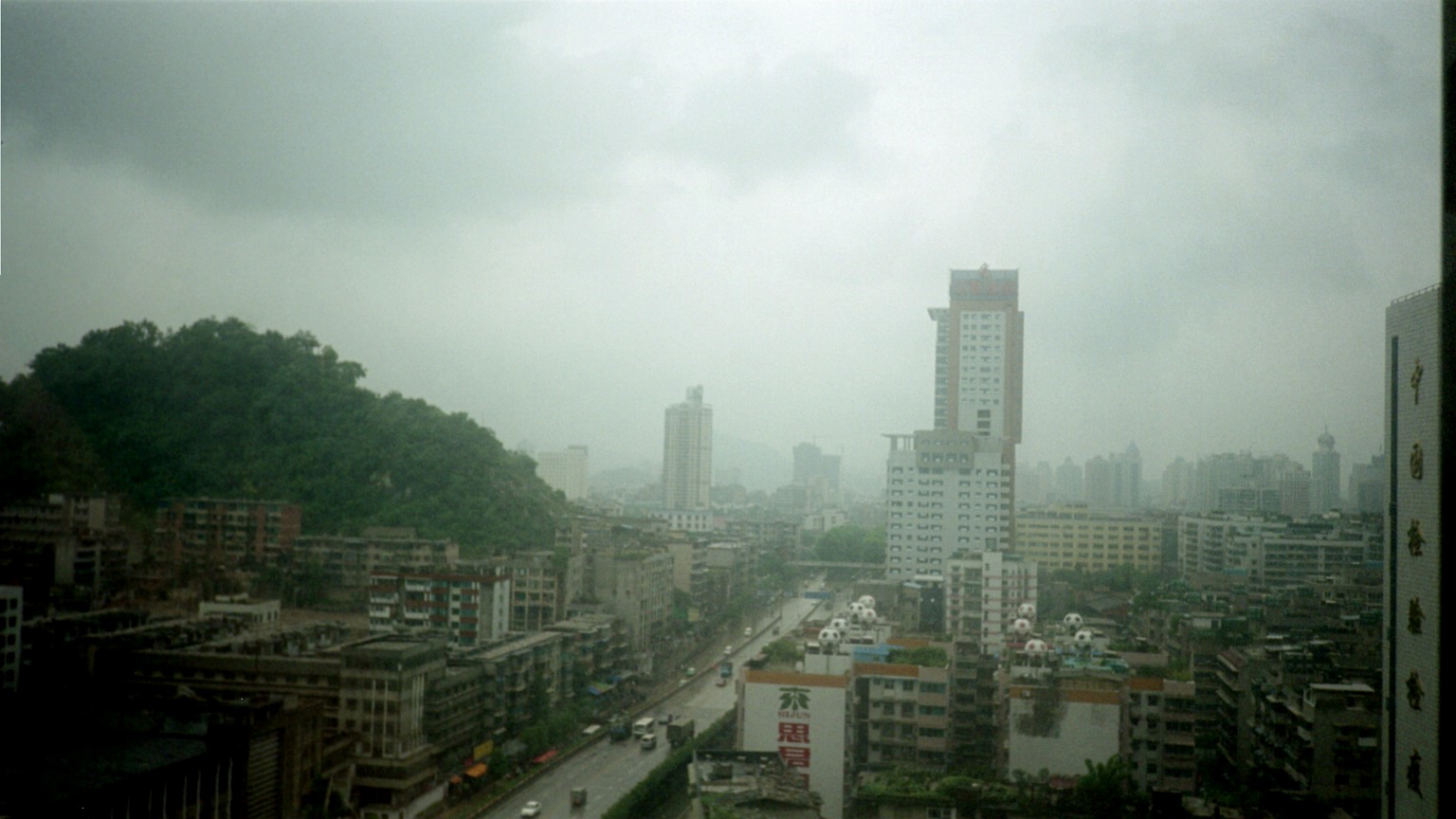
Stadsbeeld vanaf het Miracle Hotel aan de Beijing Lu